# Kostrzewski
Kostrzewski – polskie nazwisko, w Polsce nosi je ponad cztery tysiące osób.
Osoby noszące nazwisko Kostrzewski:
- Albin Kostrzewski – polski działacz państwowy i ekonomista, wiceminister.
- Andrzej Kostrzewski – polski geograf i geolog.
- Andrzej Kostrzewski – polski prawnik.
- Barbara Kostrzewska – polska piosenkarka.
- Franciszek Kostrzewski – polski malarz realistyczny.
- Józef Kostrzewski – polski archeolog, muzeolog, profesor Uniwersytetu Poznańskiego.
- Mateusz Kostrzewski – polski koszykarz występujący na pozycji niskiego skrzydłowego.
- Roman Kostrzewski – wokalista zespołu Kat.
- Roman Kostrzewski – polski działacz sportowy, sędzia piłkarski[2].
- Stanisław Kostrzewski – polski ekonomista, były wiceprezes Banku Ochrony Środowiska.
- Stefan Kostrzewski – polski lekkoatleta, koszykarz.
- Wawrzyniec Kostrzewski – polski reżyser i scenarzysta teatralny i telewizyjny.